# Шлях королів
«Шлях королів» (The Way of Kings), повна назва «Шлях королів. Хроніки Буресвітла. Книга 1» — епічний фентезійний роман американського письменника Брендона Сандерсона, опублікований 2010 року. Перша книга в серії «Хроніки Буресвітла».
Дія відбувається у вигаданому світі, де існує магічна енергія, буресвітло. Роман описує пригоди декількох персонажів, які часом навіть не знають одні одних, але чиї долі пов'язані. Вони опиняються серед війни та інтриг, спричинених бажанням королів підготуватися до майбутнього магічного катаклізму.
У 2011 році роман отримав нагороду «Легенда Девіда Геммелла» за найкращий роман.

## Сюжет
Світ Рошар періодично потерпає від катаклізмів під назвою Спустошення. Останній стався 4500 років тому і лишився в пам'яті як час міфів і легенд. Променисті лицарі, що захищали світ від Спустошувачів, зникли, лишивши магічні Сколкозброю і Сколкозбрую. Магія в цьому світі широко поширена та ґрунтується на дорогоцінних каменях, які світяться протягом багатьох тижнів після того, як були просякнуті «буресвітлом» від повторюваних великобур. Більшість тваринного світу представлена ракоподібними, багато з яких можуть зариватися в землю, щоб пережити бурю. Рослинний світ також рухливий. Світ населяють також духи спрени, настільки поширені, що багато людей не звертають на них уваги. Крім людей у Рошарі є споріднені їм войовничі паршенді, котрі вирізняються червоними смугами на шкірі та природною бронею, що росте з їхніх тіл, а також мають чотири статі (чоловіки, жінки та їхні безплідні варіанти).
Сет, вигнаний своїм народом і приречений коритися різним господарям, отримує завдання від паршенді вбити короля Ґавілара, правителя однієї з наймогутніших націй світу, Алеткара. В Сета є Сколкозброя-меч. Завдяки магічній силі меча він убиває захищеного Сколкозбруєю короля Ґавілара. Помираючи, Ґавілар дає йому кілька чорних сфер і просить передати послання його братові Далінару. Після того, як Сет утікає син Ґавілара, Елхокар, оголошує війну паршенді за їхню зраду та порушення мирного договору.
Через шість років темноокий Каладін, який ненавидить світлооких дворян, іде добровольцем на війну проти паршенді. Він вступає до армії лорда Мерідаса Амарама, і рятує свого брата Тієна на полі битви. Але в одній з наступних битв Тієн гине і Каладін ставить собі мету стати кращим, аби врятувати якомога більше життів. Каладіну вдається захопити ворожу Сколкозброю і Сколкозбрую, ставши завдяки її магії світлооким. Однак, він відмовляється від магії, бо боїться, що вона зіпсує його. Лорд Амарам краде скарб собі та робить Каладіна одним з рабів, які прокладають мости перед армією. Каладін дружиться з хворою на амнезію спреном Сильфреною (Сил), яка відмовляє його від самогубства.
Тим часом неповнолітня світлоока Шаллан придумає як потай замінити зламаний Душезаклинач (пристрій для трансмутації матерії) на робочий, що належить Джасні Холін, сестрі нинішнього короля Елхокара. Це потрібно їй, щоб сплатити борги своєї родини, які дісталися від померлого батька. Шаллан їде до прибережного міста Харбрант, де стає ученицею Джасні.
Верховний принц Далінар Холін, брат покійного короля Ґавілара та дядько нинішнього короля Елхокара, охороняє монарха. Його колега-принц Торол Садеас служить радником короля. Під час полювання Елхокар випадково ледве не гине, але виживає завдяки Сколкозбруї та сміливості Далінара. Пізніше Далінар розмовляє зі своїм сином, Адоліном, про слова Ґавілара, почуті багато років тому. Тоді король дав Далінару стародавній фоліант під назвою «Шлях королів», після чого той почав бачити видіння Променистих лицарів і отримав загадкове повідомлення об'єднати своїх союзників. Далінара вважали божевільним, тому він вирішив зректися командування військом.
Каладін дістає медичне приладдя й повертається до вивченого в юності заняття хірургією. Каладін завойовує повагу товаришів і отримує змогу бути близько від фронту. Користуючись цим, він збирає трофеї та натрапляє на спис, яким на подив усіх уміє користуватися. Наступного дня більшість товаришів визнають Каладіна своїм ватажком. Пізніше його карають за порушення строю, лишивши помирати під бурею. Проте, Каладін виживає завдяки магічній сфері, яку йому подарував Тефт. Він дізнається, що військо було приманкою і повинне було загинути. Тоді Каладін планує навчити товаришів користуватися знайденим раніше списом. Він розкриває, що може поглинати бересвітло для набуття нових сил і зустрічає старого Дотепника. Старий дає Каладіну свою флейту і просить його подбати про Сіґзіла, його учня.
Сет зустрічає темну постать, яка вбиває його колишнього господаря та забирає Камінь Клятви. Постать лишає Сету список високопоставлених дворян, яких потрібно вбити. Коли Сет прибуває вбити короля Таравангіяна, той виявляється замовником убивств. Таравангіян навмисно додав своє ім'я до списку, щоб уникнути підозр, якщо Сет буде захоплений. Він показує свої жорстокі експерименти над людьми, що полягають у записуванні їхніх передсмертних криків і видінь з метою дізнатися про прийдешнє Спустошення. Таравангіян доручає Сету вбити Далінара, бо той загрожує необхідній у майбутньому єдності найвпливовіших сил.
Шаллан допомагає Джасні та зустрічає доброзичливого Кабсала, який таємно виступає проти єретичних дослідів Джасні. Шаллан починає відчувати дивних істот, невидимих для людського ока. Вона вагається чи треба їй заміняти Душезаклинач, але все-таки наважується це зробити. Та потім Шаллан і Джасну отруює Кабсал і єдиним порятунком виявляється Душезаклинач. Тож Шаллан доводиться зізнатися в підміні. Джасні зцілюється магією, але розчарована обманом учениці. Шаллан усвідомлює, що теж володіє силою трансмутації і Душезаклинач їй непотрібен. Джасні погоджується продовжити дослідження з Шаллан. Від Джасні Шаллан довідується, що паршенді були носіями Спустошувачів, яких люди поневолили. Джасні також розкриває, що Кабсал, як і її батько, належав до ордена Примарокровних, які знають правду про минуле.
Далінара підозрюють у замаху на короля, але Садеас виправдовує його. Потім Далінар обговорює з Садеасом плани об'єднати Верховних князів, і влаштувавши пастку для паршенді у Вежі на Розколотих рівнинах. Під час битви за Вежу Садеас зраджує Далінара, покинувши його з військом. Серед оточених бійців опиняються Каладін і Сильфрена, яка пригадує, що була учасницею Ордена Честі. Каладін, пам'ятаючи про свою шляхетну мету, погоджується на її вмовляння врятувати Далінара. Він користується магією та виграє для армії Далінара шанс врятувати хоча б частину бійців. Садеас зізнається, що боявся як би Далінар не порушив єдність дворян. Тоді Далінар обмінює свої Сколкозброю і Сколкозбрую на тисячу солдатів, б'ється з королем Ехлокаром і отримує від нього титул Верховного князя війни. Каладіна він робить капітаном варти.
Далінар отримує видіння про бога Всемогутнього Рошара і розуміє, що Всемогутній не чує його. Разом з тим Далінар дізнається про існування іншої сутності на ім'я Одіозум, яка перемогла Всемогутнього. Виявляється, видіння, які бачив Далінар, є попередженнями, які Всемогутній послав йому перед загибеллю. Далінар робить висновок, що повинен знайти спадок Променистих лицарів аби дати людству шанс пережити наступний катаклізм.
Наприкінці книги Дотепник зустрічає Таленеля, легендарного воїна давнини. Таленель падає безсилий і Дотепник побоюється, що вже надто пізно.

## Сприйняття
«Шлях королів» отримав визнання критиків за розлогу світобудову. Огляд від Elitist Book Reviews похвалив оригінальний вигаданий світ, розвиток персонажів і опис битв та дуелей. Однак, зазначив знижений темп у середині роману і те, що це явно перша частина серії, тому сюжетні лінії лишаються незавершеними.
Вебсайт SFReviews.net дав змішану рецензію, високо оцінюючи опис світу, продумані закони магії та кульмінаційну сцену битви. Критика була звернена на надзвичайну довжину книги («Сандерсон легко міг би вирізати приблизно 250—300 сторінок»), обмаль сцен із Сетом і надмірну увагу до Каладіна.

## Нагороди
- 2010: Whitney Awards: «Найкращий роман року», «Найкраща спекулятивна фантастика»[5].
- 2010: Goodreads Choice Awards: номінація на «Найкращий фентезійний роман»[6].
- 2011: David Gemmell Legend Award: «Найкращий роман»[7].

## Адаптації
- Аудіокнига від Macmillan Audio, видана в серпні 2010 року[8].
- Аудіокнига від GraphicAudio, видана в 5-и частинах упродовж березня-лютого 2016 року[9].
- The Way of Kings: Escape the Shattered Plains — відеогра для шоломів віртуальної реальності, розроблена і видана Arcturus VR 2 березня 2018 року[10].